# Wickelkondensator
Wickelkondensator ist ein altertümlicher Oberbegriff für alle elektrischen Kondensatoren mit einem Wickel als Kondensatorzelle.

## Geschichte

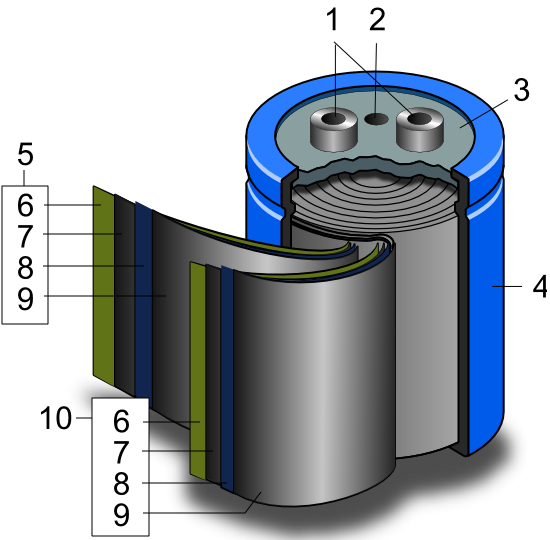
Aufbau eines gewickelten Doppelschichtkondensators

Der Begriff Wickelkondensator stammt aus der Anfangszeit der Entwicklung der Nachrichtentechnik in den 1920er Jahren. Die ersten elektrischen Kondensatoren der Neuzeit waren Aluminium-Elektrolytkondensatoren, deren gefaltete Anode sich in großen Bechern befand, die mit flüssigem Elektrolyten gefüllt waren oder geschichtete Glimmerkondensatoren, den sogenannten Blockkondensatoren. Erst mit der Erfindung der Papierkondensatoren Ende der 1920er Jahre wurde das Prinzip der Schichtung der Elektroden verlassen, weil längere Papierstreifen, die mit dünnen Metallfolien belegt waren, im Gegensatz zu Glimmer auch gewickelt werden konnten. Der Wickelkondensator, damals ein Papierkondensator, schaffte die benötigte Verkleinerung der Abmessungen, mit der die Rundfunkgeräte eine praktikable Größe erreichen konnten. 
Etwas später, Mitte der 1930er Jahre, wurde eine weitere Verkleinerung der Geräte möglich durch die Erfindung neuartiger Aluminium-Elektrolytkondensatoren mit gewickelten Anoden- und Kathodenfolien, die als Träger des Elektrolyten eine Papierschicht enthielten. Trotz völlig anderer elektrischer Eigenschaften (Elkos sind gepolte Kondensatoren), wurden auch die neuen gewickelten „Alu-Elkos“ unter dem jetzt missverständlich gewordenen Begriff Wickelkondensator geführt. 
In der Folgezeit kamen mit der Entwicklung der metallisierten Papierkondensatoren (MP-Kondensatoren), der Tantal-Elektrolytkondensatoren und der Kunststoff-Folienkondensatoren weitere Kondensator-Familien auf dem Markt, die auch alle Bauformen enthalten, die einen Wickel als Kondensatorzelle besitzen. Dadurch entsteht heutzutage das Problem, dass der Begriff Wickelkondensator keine sinnhaltige Definition mehr zulässt, weil diese betroffenen Kondensatorfamilien nicht nur in Wickeltechnik gefertigte kapazitive Zellen, sondern alle auch in anderen Techniken gefertigte kapazitive Zellen besitzen. 
- Kunststoff-Folienkondensatoren sind auch im geschichteten Aufbau verfügbar (stacked versions)
- Aluminium-Elektrolytkondensatoren sind auch mit mäanderförmig gefalteter Version verfügbar (SAL-Elkos)
- Tantal-Elektrolytkondensatoren werden überwiegend in gesinterter SMD-Bauform gefertigt

## Einteilung und Bezeichnung
Es gibt folgende Arten von Wickelkondensatoren:
- Papierkondensatoren, ungepolt
- MP-Kondensatoren, ungepolt
- Kunststoff-Folienkondensatoren (Folko), ungepolt
- Aluminium-Elektrolytkondensatoren (Elko), gepolt
- Tantal-Elektrolytkondensatoren (Tako), gepolt
- Doppelschichtkondensatoren

Wegen der völlig unterschiedlichen Produktionsprozesse und der unterschiedlichen Funktionsweise (gepolt / ungepolt) der „Folkos“ verglichen mit den „Elkos“ oder „Takos“ sowie der heutzutage gemäß geltender Normen (IEC 60384-1) mit völlig anderer Aufteilung in entsprechenden „Kondensatorfamilien“ ist der Begriff Wickelkondensator heutzutage nur noch als „Labor-Jargon “ vertretbar.
In Labor- und Bastlerkreisen werden unter dem Begriff Wickelkondensatoren im Allgemeinen „Folienkondensatoren“, oder präziser „Kunststoff-Folienkondensatoren“ verstanden. Im Bereich der Ausbildung und Lehre werden im deutschen Sprachraum häufig alle oben genannten elektrischen Kondensatoren, die einen Wickel als Zelle besitzen, Wickelkondensatoren genannt, obwohl die Industrie diesen Begriff als Oberbegriff von verschiedenen Kondensatorfamilien seit mehr als 40 Jahren nicht mehr benutzt (IEC 384, Nov. 1968).